# Bombardier Movia
Alstom Movia (vândut ca Adtranz Movia până în 2001 și Bombardier Movia până în 2021) este o familie de trenuri de metrou construite de Adtranz (până în 2001), Bombardier Transportation (2001-2021, după cumpărarea Adtranz) și Alstom, după finalizarea tranzacției în 2021. Structura și caroseria sunt customizabile conform nevoilor fiecărui operator care îl comandă. Spre deosebire de majoritatea trenurilor clasice, trenurile Movia au pasaje largi cât tot vagonul între vagoane, permitând pasagerilor să se deplaseze de-a lungul întregului tren. Acest tip de trenuri a fost proiectat de Adtranz, companie achiziționată de Bombardier în 2001.
Metroul din Guangzhou, metroul din Shanghai și metroul din Shenzhen folosesc trenuri Movia 456, pe când metroul din București folosește trenuri Movia 346. Există comenzi și din partea London Underground (denumite S Stock și 2009 Stock), metroului din Toronto (denumite Toronto Rocket), și metroului din Delhi. Singapore MRT a dat o comandă de 88 de trenuri C951, una din cele mai mari din istoria țării.

## Operatori

### Canada

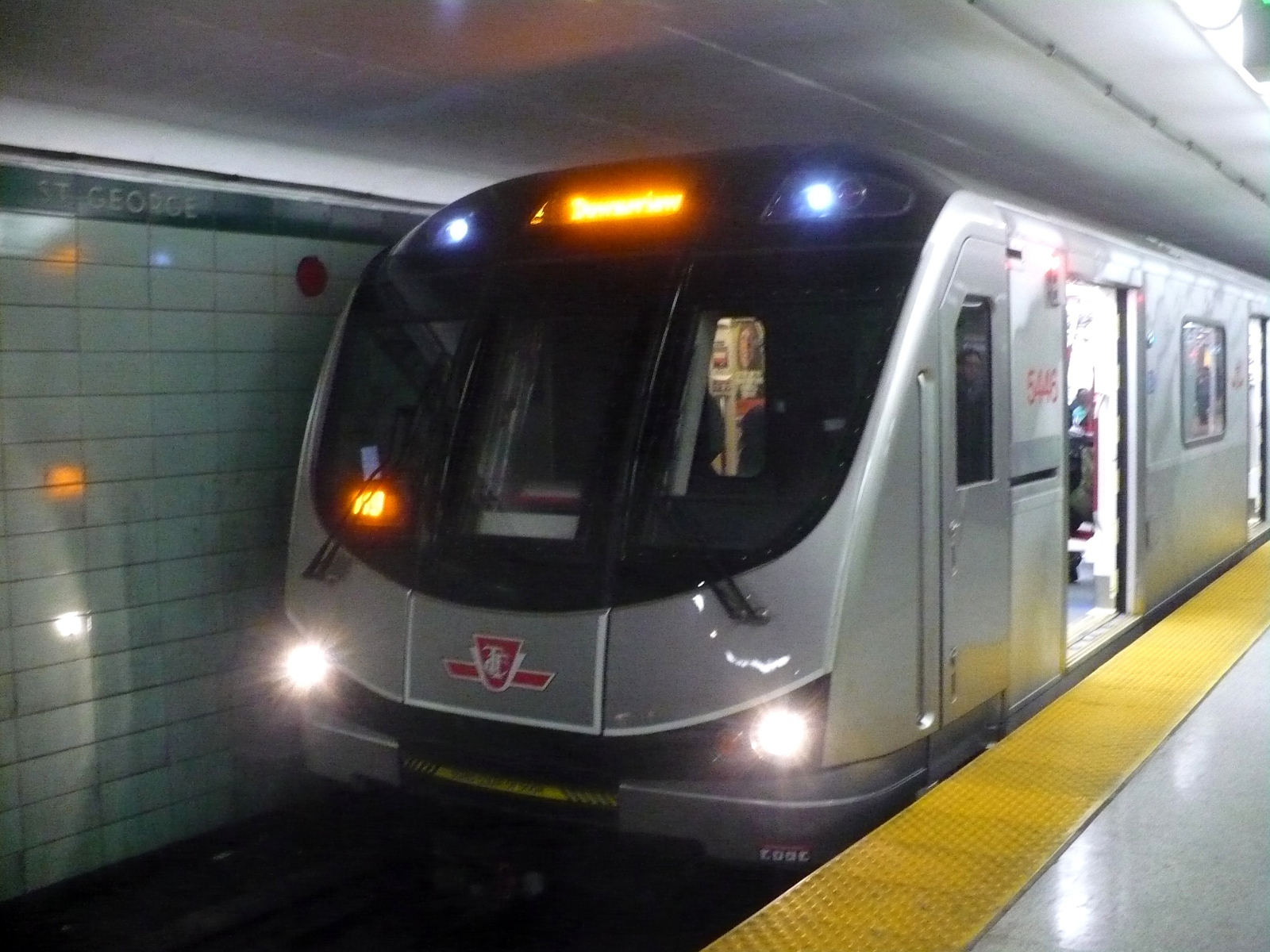
TTC Toronto Rocket Movia

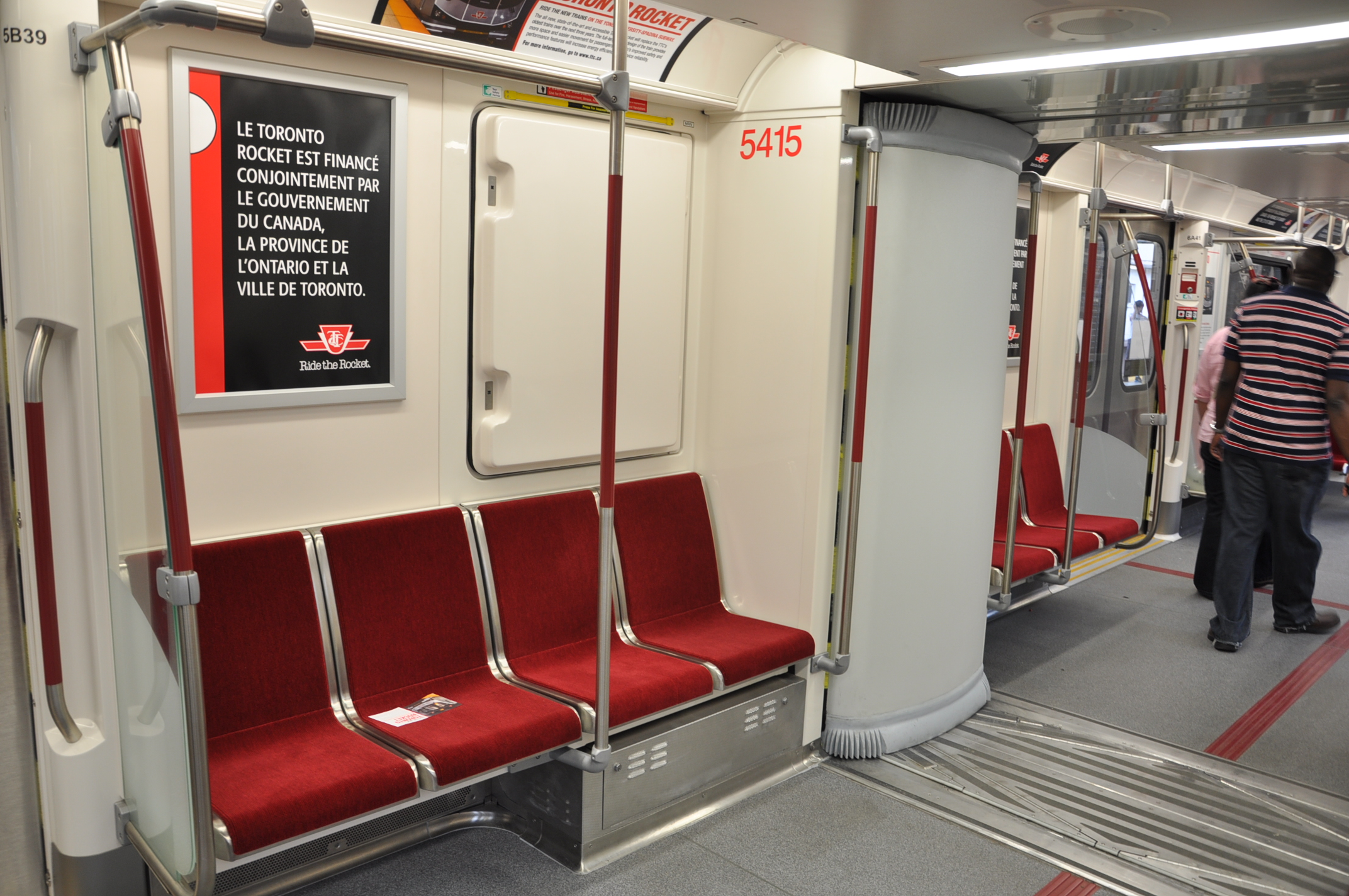
Interiorul trenurilor Toronto Rocket, cu pasajul larg între vagoane

- Toronto Transit Commission (Toronto subway și RT)
  - 80 de trenuri cu 6 vagoane[1][2] pe linia Yonge–University:  livrările au început în octombrie 2010 iar primul tren a intrat în serviciu pe 21 iulie 2011.

### China
- Metroul din Guangzhou - 34 de trenuri cu 6 vagoane
- Metroul din Shanghai - 134 de trenuri cu 6 vagoane
- Metroul din Shenzhen - 22 de trenuri cu 6 vagoane

### India
- Metroul din Delhi
  - 614 vagoane - Phase II (460 în serviciu)[3][4][5]

### România
- Metrorex
  - 44 de trenuri (264 de vagoane)

### Singapore
- Mass Rapid Transit (MRT)
  - 88 de trenuri cu câte 3 vagoanepe linia Downtown, din 2013

### Thailanda
- BTS Skytrain
  - 17 trenuri cu 4 vagoane (68 de vagoane). Livrate pe 25 iunie 2010 și intrate în serviciu la sfârșitul lui 2010 pe linia Silom dintre stațiile Stadionul național și Wongwian Yai.

### Regatul unit
- London Underground

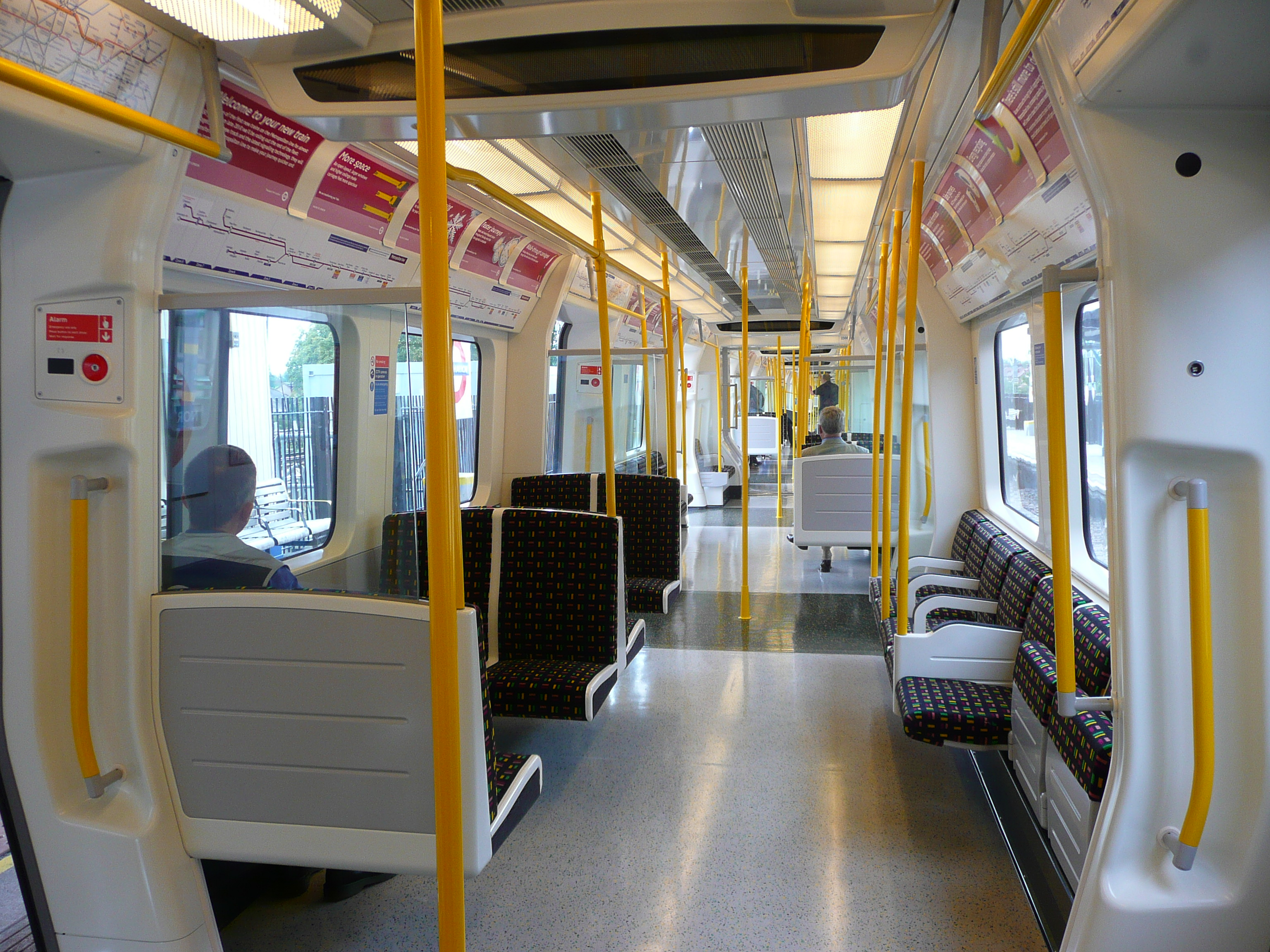
Interiorul unui tren Movia S Stock pentru metroul din Londra

  - 47 de trenuri cu 8 vagoane (denumite 2009 Stock).
  - 191 de trenuri Movia sub-surface stock, 7 sau 8 vagoane (denumite S Stock).
  - Total: 1771 vagoane

### Suedia
- Metroul din Stockholm
  - 80 de vagoane Movia C30 vor fi livrate în 2017–2021

## Producție
- LEW Hennigsdorf, Hennigsdorf，Germany - cunoscute anterior ca Lokomotivbau-Elektrotechnische Werke (ulterior Adtranz/AEG Schienenfahrzeuge GmbH)
- Changchun Bombardier Railway Vehicles Co Ltd, Changchun, China - companie mixtă cu Changchun Railway Vehicles Company Limited
- Fabirca de material rulant și componente electrice Savli, districtul Vadodara (Gujarat), India
- Thunder Bay, Ontario, Canada - cunoscută anterior ca fabrica Canadian Car and Foundry (Hawker Siddeley Canada/Urban Transportation Development Corporation)
- Litchurch Lane, Derby, Anglia, UK